# Dicranomyia okinawensis
Dicranomyia okinawensis är en tvåvingeart som beskrevs av Alexander 1925. Dicranomyia okinawensis ingår i släktet Dicranomyia och familjen småharkrankar. Inga underarter finns listade i Catalogue of Life.